# Olaf Thon
Olaf Thon (Gelsenkirchen, República Federal de Alemania, 1 de mayo de 1966) es un exfutbolista alemán. Comenzó jugando de centrocampista de corte defensivo, pero al final de su carrera acabó haciéndolo de central. Sus equipos profesionales fueron el FC Schalke 04 y en el FC Bayern Múnich de la 1. Bundesliga. Con la selección alemana fue campeón del mundo en 1990 y subcampeón en 1986. En la actualidad forma parte de la directiva del Schalke 04.

## Carrera internacional
Olaf Thon hizo su debut con la selección de fútbol de Alemania en diciembre de 1984 en un partido de clasificación para el Mundial 1986.
Thon se convirtió en un habitual de la selección germana participando en los Mundiales de 1986, 1990 y 1998 y la Eurocopa de 1988 que se disputó en su país natal. Debido a lesiones y desavenencias con el entrenador Berti Vogts no participó en el Mundial de 1994 ni en las Eurocopas de 1992 y 1996. En total acumuló 52 participaciones con la selección y tres goles.

## Clubes
| Club             | País             | Año       | Partidos | Goles |
| ---------------- | ---------------- | --------- | -------- | ----- |
| FC Schalke 04    | Alemania Federal | 1983-1988 | 181      | 62    |
| FC Bayern Múnich | Alemania         | 1988-1994 | 171      | 37    |
| FC Schalke 04    | Alemania         | 1994-2002 | 198      | 11    |

## Palmarés
FC Schalke 04
- Copa de Alemania: 2000-01, 2001-02
- Copa de la UEFA: 1996-97

FC Bayern Múnich
- Bundesliga: 1988-89, 1989-90, 1993-94

Selección alemana
- Copa Mundial de Fútbol: 1990

- Datos: Q366493
- Multimedia: Olaf Thon / Q366493